# Exposé (Wissenschaft)
Ein Exposé ist eine Übersicht über eine wissenschaftliche Problemstellung und den relevanten Stand des Wissens auf dem Forschungsgebiet. Im Exposé werden daneben Methoden, Ziele und zugrunde liegende Hypothesen des Projekts erläutert. Oft ist ein realistischer Zeitplan mit Meilensteinen (Teilschritten, die in bestimmten Intervallen zu erreichen sind) im Exposé enthalten.
Im wissenschaftlichen Umfeld wird ein Exposé auch häufig synonym mit dem englischen Begriff Proposal bezeichnet.
Exposés (oder: Exposees) spielen eine wichtige Rolle bei der Planung von Forschungsprojekten in der Wissenschaft. Ein Exposé ist häufig die Basis für ein effizientes Projektmanagement in der wissenschaftlichen Forschung. Vor der Anfertigung von Bachelor-, Master-, Diplom- und Doktorarbeiten oder bei der Beantragung von Forschungsmitteln ist es üblich, in einem Exposé das geplante wissenschaftliche Projekt zu beschreiben. Insofern ist ein Exposé ein wissenschaftlicher Projektplan.

## Aufbau eines Exposés bei Haus- oder Abschlussarbeiten
Eine einheitliche Definition des Aufbaus eines Exposés liegt nicht vor. Die Anforderungen können je nach Institution oder Prüfer variieren. Auf der Basis eines Vergleichs unterschiedlicher Vorgaben und Leitfäden kommt der Sozialwissenschaftler Michael Kersken zu folgendem Vorschlag, wobei die Reihenfolge der Abschnitte variieren kann:

„Die (1) Problemstellung, das (2) Erkenntnisinteresse und die (3) Fragestellung sollten am Anfang stehen. Die (4) Ziele und Hypothesen sowie der (5) Theoriebezug und der (6) Forschungsstand bilden den nächsten Block. Darauf folgen Übersichten über die (7) Methode und das (8) Material. Abschließend kommen ein (9) Gliederungsentwurf, ein (10) vorläufiges Literaturverzeichnis und ein (11) grober Zeitplan hinzu.“

Teilweise wird in der Literatur ein Exposé auch als roter Faden bezeichnet. Die Anfertigung steht zwischen der Erfassung der Ziel- und Fragestellung des Themas und der Erstellung der Rohfassung. Generell wird empfohlen, auch dann ein Exposé zu schreiben, wenn die Prüfer es nicht explizit verlangen. Es dient dazu, sich frühzeitig selbst über den Inhalt und die Zielsetzung der Arbeit klar zu werden. Ein gutes Exposé kann dann in einem weiteren Schritt ausgebaut werden und am Ende in einer fertigen Arbeit aufgehen.